# مسجد الهادي (الطائف)
مسجد الهادي (الطائف)، من المساجد الأثرية في برحة القزاز مدينة الطائف، والذي قام بانشائه هادي بن محمد بن حسين الحسيني الرديني البدري اليمني.

## وصف المسجد
يتخذ المسجد الشكل المستطيل، وقد وصفهُ الحضراوي في كتابه اللطائف في تاريخ الطائف بقوله:"فيه منارة شامخة البناء، ولهُ بابان غربي وجنوبي، وهو الآن على أروقة طوله من الشام إلى اليمن -أي من الشمال إلى الجنوب، وعرضه من الشرق إلى الغرب هذا مقدم المسجد، أما مؤخره فأروقة من الشام إلى اليمن-أي من الشمال إلى الجنوب، ومن الشرق إلى الغرب، وفي وسطه صهريج معد لماء المطر في صحنه من سطح المسجد، ولهُ منبر تُقام فيه الجمعة أيام الموسم"، وقد حُفرت لهُ بئر يُساق منها الماء للبركة التي في صحن المسجد بالإضافة إلى ماء المطر، وأُرصدته له أوقاف من دور وحوانيت جُعل ريعها لمصلحة المسجد من ترميم وفرش وأجرة للقائمين عليه.

## دور المسجد
- استمر مسجد الهادي يقوم بأداء دوره في نشر العلم والمعرفة بالطائف؛ ففي سنة 1366هـ افتتح فيه كُتاب للشيخ عبد الله حسن سندي
- كان مدير جامعة أم القرى الدكتور راشد راجح العبدلي الشريف أحد طلاب العلم بالطائف بين سنتي 1381-1382هـ إماماً لهذا المسجد، ويُدرس فيه رياض الصالحين بعد صلاة العصر مباشرة، أما الشيخ صالح قطان فيُدرس فيه من بعد صلاة المغرب إلى العشاء كتاب البداية والنهاية لإبن كثير.[4]

## وصلات خارجية
- مساجدُ الطائف القديمة تحفةٌ معماريةٌ.. وشاهدٌ حضاري.
- المساجد الأثرية تحكي تاريخ الطائف.
- ابن عبّاس والهادي.. في «الطائف التاريخية» ؟.